# Heidelberg in römischer Zeit

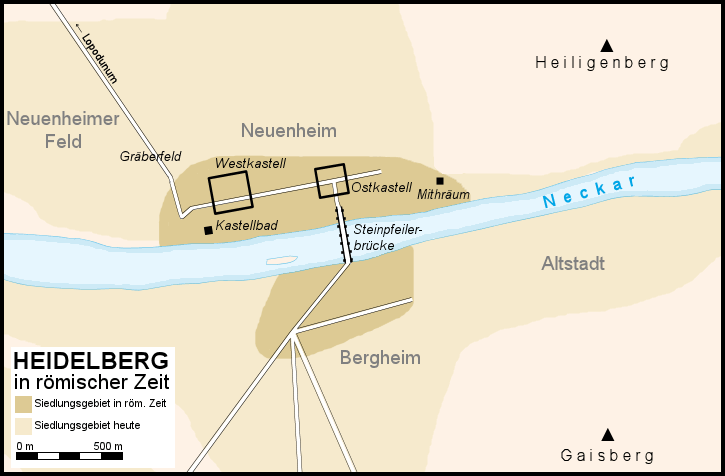
Karte Heidelbergs in römischer Zeit

Im Gebiet der heutigen Stadt Heidelberg befand sich bereits in römischer Zeit eine Siedlung. Das römische Heidelberg – sein damaliger Name ist unbekannt – bestand aus einem um 70 n. Chr. gegründeten Kastell im heutigen Stadtteil Neuenheim und einer Zivilsiedlung (Vicus), die sich um das Kastell herum bildete und auch auf den heutigen Stadtteil Bergheim erstreckte. Das ursprünglich hölzerne Militärlager wurde um das Jahr 90 durch ein Steinkastell ersetzt. Seit 80/90 führte zunächst eine hölzerne, ab ca. 200 schließlich eine auf Steinpfeilern gegründete Brücke über den Neckar. Auch nachdem die Besatzung des Heidelberger Kastells um das Jahr 135 abgezogen worden war, florierte die Zivilsiedlung dank ihrer günstigen verkehrsgeografischen Lage weiterhin und entwickelte sich zu einem prosperierenden Töpfereizentrum. Dennoch blieb Heidelberg stets im Schatten des benachbarten Lopodunum (heute Ladenburg), das zu jener Zeit der Hauptort der Region war. Als Folge der Alamanneneinfälle wurde das römische Heidelberg im 3. Jahrhundert im Rahmen des sogenannten Limesfalls aufgegeben.

## Topografie und Name

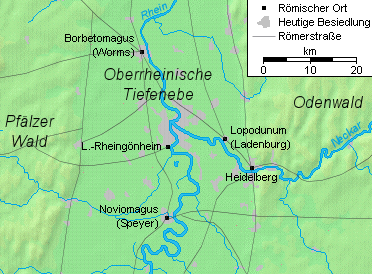
Heidelberg und Umgebung in römischer Zeit

Heidelberg liegt am Ausgang des Neckars aus dem Odenwald in die Oberrheinische Tiefebene. Rund 20 Kilometer vor der Mündung des Neckars in den Rhein gelegen, gehört Heidelberg zum rechtsrheinischen Gebiet. Die Lage am Kreuzungspunkt des Neckars und der am Gebirgsrand verlaufenden Bergstraße ist verkehrsgeografisch äußerst günstig. Während die Altstadt, die Keimzelle der heutigen Stadt, auf dem Schwemmfächer des Klingenteichbachs zwischen Fluss und Bergland eingezwängt liegt, mied man vor dem Mittelalter das enge und hochwassergefährdete Flusstal und zog die dank der Lössböden fruchtbare Ebene als Siedlungsplatz vor. Auch der 440 Meter hohe Heiligenberg, der sich gegenüber der Altstadt am Rand des Odenwaldes erhebt, hat wegen seiner günstigen Schutzlage seit Jahrtausenden Menschen angezogen. Das römerzeitliche Heidelberg lag knapp zwei Kilometer westlich der Altstadt in der Ebene am Nordufer des Neckars im heutigen Stadtteil Neuenheim. Auch das gegenüberliegende Neckarufer in Bergheim war in römischer Zeit besiedelt.
Der Name des römerzeitlichen Heidelbergs ist unbekannt. Ob die Römer ein altes keltisches Toponym übernahmen oder dem Ort einen lateinischen Namen gaben, kann nicht gesagt werden. Vorschläge wie Traiectum ad Nicrem („Neckarübergang“; in Analogie zu Traiectum ad Mosam, heute Maastricht) müssen als rein spekulativ gelten. Das vom antiken Geographen Claudius Ptolemäus als Standort eines Kastells erwähnte Rufiana wird heute jedenfalls mit Ludwigshafen-Rheingönheim in Verbindung gebracht, während das ebenfalls vorgeschlagene Piri Mons der Name eines unbekannten Berges im rechtsrheinischen Gebiet, möglicherweise des Heidelberger Heiligenbergs, jedoch nicht der Siedlung an der Stelle Heidelbergs war.

## Geschichte

### Vorrömische Zeit
Das Gebiet des heutigen Heidelberg ist schon seit der Jungsteinzeit dauerhaft besiedelt. Vorgänger der Römer im Heidelberger Raum waren während der Latènezeit die Kelten. Der Überlieferung der antiken Autoren Ptolemäus und Tacitus nach handelte es sich bei den keltischen Bewohnern des südwestdeutschen Raums um Angehörige des Volksstamms der Helvetier. Im 5. Jahrhundert v. Chr. gründeten die Kelten auf dem Gipfel des Heiligenbergs eine befestigte Stadt (Oppidum). Zwei Jahrhunderte später wurde die Höhensiedlung aus ungeklärtem Grund aufgegeben. In der Ebene zu Füßen des Berges befanden sich beiderseits des Neckars zahlreiche keltische Kleinsiedlungen. Im 1. Jahrhundert v. Chr. gaben die Helvetier unter dem Druck des vordringenden germanischen Stamms der Sueben unter Ariovist ihre angestammten Wohnsitze auf. In Heidelberg wird dies am abrupten Abbrechen von archäologischen Funden aus der Spätlatènezeit ersichtlich.

### Neckarsueben
Nach ihrer Massenauswanderung versuchten die Helvetier in Gallien Fuß zu fassen. Dies diente Gaius Iulius Caesar als Anlass für den Gallischen Krieg. 58 v. Chr. schlugen die Römer unter Caesar die Helvetier bei Bibracte, eroberten bis 51 v. Chr. Gallien und drangen so bis zum Rhein vor. Das als Agri decumates bekannte Gebiet östlich des Rheins blieb fast ein Jahrhundert lang weitgehend unbesiedelt und wird von Ptolemaeus als „helvetische Einöde“ beschrieben. Nachdem der unter Augustus begonnene Versuch der Eroberung der Germania magna gescheitert war, bauten die Römer zur Zeit des Kaisers Tiberius ab 17 n. Chr. den Rhein als Außengrenze aus und begannen, im rechtsrheinischen Gebiet zum Schutz der Rheingrenze romtreue germanische Volksgruppen anzusiedeln. Am Unterlauf des Neckars ließ sich ein Teilstamm der Sueben nieder. Die Neckarsueben erhielten den Status einer Civitas und wurden so in das römische Verwaltungssystem eingegliedert. Hauptort der Civitas Ulpia Sueborum Nicrensium war Lopodunum, das heutige Ladenburg.
Die Neckarsueben behielten anfangs ihre elbgermanische Kultur bei und siedelten in eigenen Dorfgemeinschaften. In Heidelberg lassen sich neckarsuebische Dörfer in den heutigen Stadtteilen Bergheim, Wieblingen und Kirchheim nachweisen. Unter dem Einfluss der römischen Kultur wurden die Neckarsueben bis ins 2. Jahrhundert romanisiert.

### Heidelberg als Teil des Römischen Reichs

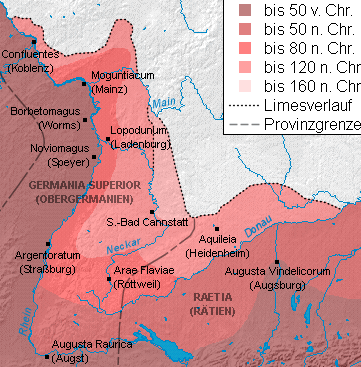
Römische Expansion in Südwestdeutschland

Die endgültige Eingliederung Heidelbergs in das Römische Reich und der Bau des römischen Kastells erfolgten unter Kaiser Vespasian (69–79). Nachdem dieser aus den Wirren des Vierkaiserjahrs als Sieger hervorgegangen war und im Jahre 70 den Bataveraufstand am Niederrhein niedergeschlagen hatte, ließ er 73/74 die Kinzigtalstraße anlegen, um den Anmarschweg von der Donau an den Mittel- und Niederrhein zu verkürzen. Zur gleichen Zeit wurde die römische Außengrenze auch am nördlichen Oberrhein nach Osten vorgeschoben. Die Römer ersetzten die neckarsuebischen Milizen durch eigene Truppen und legten zur Sicherung der Grenze mehrere Kastelle an: Außer in Heidelberg entstanden in Aquae (Baden-Baden), Lopodunum (Ladenburg) und Groß-Gerau neue Kastelle.
In Heidelberg wurde das erste Kastell, das sogenannte Ostkastell, schon nach wenigen Jahren aufgegeben und einige hundert Meter weiter westlich verlegt. Das im Jahre 74 erbaute hölzerne Westkastell wurde durch einen Brand zerstört und um das Jahr 90 durch ein Steinkastell an gleicher Stelle ersetzt. Eine erste Pfahljochbrücke über den Neckar wurde um 80/90 erbaut. Um das Kastell herum entstanden beiderseits des Neckars Ansiedlungen (Vici), die dank der verkehrsgeografisch günstigen Lage Heidelbergs bald anwuchsen und wirtschaftlich prosperierten.
Im Jahre 85 wurden die ober- und niederrheinischen Heeresbezirke in zivile Provinzen umgewandelt. Dadurch wurde Heidelberg zu einem Teil der Provinz Germania superior (Obergermanien), deren Hauptstadt Mogontiacum (Mainz) war. Als Reaktion auf einen Aufstand des Provinzstatthalters Lucius Antonius Saturninus in Mogontiacum hielten die Römer es für nötig, die Verkehrssituation zwischen Rhein und Donau weiter zu verbessern. Daher wurde wohl zwischen 100 und 120, gleichzeitig mit dem Bau des Neckar-Odenwald-Limes, eine neue Militärstraße zwischen Mogontiacum und Augusta Vindelicum (Augsburg) angelegt. Dieser Weg führte auch über Heidelberg und querte hier den Neckar.
Im 2. Jahrhundert wurde die römische Grenze durch den Bau des Obergermanisch-Raetischen Limes erneut vorgeschoben. Um 135 wurde die zuvor in Heidelberg stationierte Einheit abgezogen und an den Limes nach Butzbach in die Wetterau verlegt. Die Zivilsiedlung prosperierte aber auch nach dem Abzug der Soldaten. Die alte hölzerne Brücke wurde um das Jahr 200 durch eine Steinpfeilerkonstruktion ersetzt.

### Germaneneinfälle und Abzug der Römer
Im 3. Jahrhundert erlebte das Römische Reich eine schwerwiegende Reichskrise, als äußere Bedrohungen und innere Unruhen das römische Staatswesen erschütterten. Im Osten sahen sich die Römer durch das persische Sassanidenreich bedroht, an der Donau übten die Goten Druck aus, und am Rhein kam es zum Ansturm der Alamannen. Im Jahr 233 überrannte dieser Germanenstamm erstmals den Limes und führte einen Raubzug in römisches Territorium. Den römischen Kaisern gelang es trotz mehrerer Feldzüge gegen die Alamannen nicht, die Lage an der Grenze langfristig zu stabilisieren, so dass sich in den nächsten Jahrzehnten in Obergermanien Überfälle und Brandschatzungen häuften. Zugleich mit der Usurpation des Postumus, der 260 ein gallisches Sonderreich gründete, kam es zu einem verheerenden Einfall von Alamannen, Franken und Juthungen. Um 260/70 mussten die Römer den Limes aufgeben und zogen sich an den Rhein und die Donau zurück (Limesfall). Zwar gelang Kaiser Diokletian (284–305) die Konsolidierung des Römischen Reiches, doch war das rechtsrheinische Provinzgebiet endgültig verloren.
Auch Heidelberg war von den alamannischen Überfällen betroffen. Archäologisch lässt sich nachweisen, dass der Vicus um die Mitte des 3. Jahrhunderts mehrmals abbrannte – vielleicht als Folge der Brandschatzung durch die Alamannen. Als Reaktion auf die Einfälle wurden die Tortürme des Steinkastells verstärkt. Zeugnisse der Krisensituation sind auch die Funde eines Keramik- und Metalldepots in einem römischen Keller sowie eines Münzschatzes, der in den 30er Jahren des 3. Jahrhunderts am Westtor des Kastells vergraben und nie wieder gehoben wurde. Eine auf das Jahr 225 datierte Inschrift im Kurpfälzischen Museum deutet möglicherweise darauf hin, dass sich bereits zu diesem Zeitpunkt wieder eine Militäreinheit zum Schutz des Neckarübergangs in Heidelberg befand. Ein Meilenstein aus dem Jahr 253 ist das späteste bekannte römische Inschriftenzeugnis in Heidelberg und (zusammen mit einem weiteren Meilenstein aus Lopodunum) überhaupt im rechtsrheinischen Gebiet Obergermaniens. Spätestens mit dem Abzug der Römer vom Limes wurde der Militärstandort in Heidelberg endgültig aufgegeben.

### Nachrömische Zeit
Nach der Aufgabe des Limes begannen die Alamannen, das frei gewordene Land zu besiedeln, wovon in Heidelberg Grabfunde aus dem 4. und 5. Jahrhundert zeugen. Das römische Kastell und der Vicus wurden aber aufgegeben und auch die Brücke verfiel. Anders als im benachbarten Lopodunum, wo die Römer noch im 4. Jahrhundert einen Burgus als militärischen Brückenkopf in rechtsrheinischem Gebiet errichteten, erneuerten die Römer ihre Präsenz in Heidelberg nicht. Die ältesten Stadtteile Heidelbergs gehen auf Dorfgründungen aus der Zeit der fränkischen Landnahme im 6. Jahrhundert zurück, während die eigentliche Stadt erst im Mittelalter zu Füßen des Schlosses gegründet wurde und erstmals 1196 erwähnt wird. Somit besteht keine Kontinuität zwischen der antiken Besiedlung auf Heidelberger Gemarkung und der im Mittelalter einsetzenden Geschichte der heutigen Stadt.

## Das römerzeitliche Heidelberg

### Kastell
In Heidelberg lässt sich eine Abfolge mehrerer römischer Kastelle nachweisen. Die ersten Anlagen waren aus Holz gebaut. Daher hatten sie keine allzu lange Lebensdauer und mussten alle 10–15 Jahre erneuert werden. Im östlichen Bereich Neuenheims lassen sich vier aufeinanderfolgende Holzkastelle nachweisen. Das sogenannte Ostkastell befand sich zu beiden Seiten der heutigen Ladenburger Straße zwischen Kepler- und Werderstraße. Das Ausfalltor (Porta praetoria) an der Südseite war direkt auf die Neckarbrücke ausgerichtet. Schon während der Regierungszeit Kaiser Vespasians (69–79) wurde das Ostkastell aufgegeben und planiert. Aus ungeklärtem Grund verlegten die Römer den Standort des Kastells rund 500 Meter nach Westen. Die ersten drei Westkastelle waren ebenfalls aus Holz gebaut.

Lageplan des Steinkastells

Um das Jahr 90 wurde die Holzkonstruktion durch ein steinernes Kastell ersetzt. Es befand sich in etwa im Bereich der heutigen Straßenzüge Posseltstraße, Kastellweg, Gerhart-Hauptmann-Straße und Furchgasse und hatte eine fast quadratische Form mit 176 bzw. 178 Metern Seitenlänge. Die aus Buntsandsteinquadern erbaute Lagermauer war etwa 5 Meter hoch, 1,80–2,20 Meter stark. Hinter der Mauer war ein Erdwall aufgeschüttet, vor ihr lag ein 5–8 Meter breiter und 3,50 Meter tiefer Spitzgraben. An der Mauer befanden sich vier trapezförmige Ecktürme und 16 Zwischentürme. Das Heidelberger Kastell war nach dem typischen Schema römischer Militärlager angelegt: An jeder der vier Seiten befand sich ein Tor, an dessen Stelle der Graben unterbrochen war und das durch zwei massive Steintürme geschützt wurde. Den Lagermittelpunkt bildete das Stabsgebäude (Principia) mit Schreibstuben, Waffenkammern und Fahnenheiligtum. Vom Stabsgebäude führte die Via praetoria, die Hauptachse des rechtwinkligen Straßennetzes, zur Porta praetoria im Süden. Die beiden Seitentore (Porta principalis dextra und sinistra) wurden durch die Via principalis verbunden. Rechtwinklig zu dieser verlief die Via decumana zum Nordtor, der Porta decumana. Die Soldaten waren in Baracken untergebracht, die mit zehn Wohneinheiten für je acht Soldaten und einer separaten Wohnung für den Centurio jeweils für eine Zenturie Platz boten. Die Baracken waren ebenso wie die Stallanlagen in Fachwerkbauweise errichtet. Aus Stein gebaut waren das Wohnhaus des Kommandanten (Praetorium) samt Badeanlage, ein Speichergebäude (Horreum) und vermutlich auch das Lazarett (Valetudinarium).
Der Fund der beinernen Endverstärkung eines Bogens im Bereich des Ostkastells legt nahe, dass in Heidelberg zeitweise eine Einheit von Bogenschützen stationiert war. Da Pfeil und Bogen bei den Römern nicht gebräuchlich waren, müsste es sich um Auxiliartruppen aus Syrien, Thrakien oder Spanien gehandelt haben. Funde von Ziegelstempeln sowie einer Weiheinschrift und eines eisernen Axtstempels belegen, dass im Westkastell nacheinander zwei Kohorten von Auxiliartruppen stationiert waren: die Cohors XXIV Voluntariorum und die Cohors II Augusta Cyrenaica. Letztere bestand aus 480 Fußsoldaten und 120 Reitern und stammte ursprünglich aus der Cyrenaica im heutigen Libyen. Um 135 wurde diese Einheit abgezogen und an den Limes nach Butzbach verlegt. Möglicherweise blieb das Steinkastell aber zumindest in Teilen erhalten und wurde – mit einigen Umbauten – einer neuen Nutzung zugeführt.

### Vicus
Nach Gründung des Heidelberger Kastells entstanden um dieses herum kleinere Zivilsiedlungen (Vici). Zu Beginn des 2. Jahrhunderts wuchsen die Lagerdörfer an und verschmolzen zu einem großen Vicus beiderseits des Neckars. Auch nach dem Abzug der Garnison aus dem Kastell existierte der Vicus fort und erlebte sogar eine ausgesprochene Blütezeit. Dennoch entwickelte Heidelberg nie einen städtischen Charakter und blieb stets in Schatten des nahegelegenen Lopodunum (Ladenburg), das zwar auch nie den rechtlichen Status eines Municipium erlangte, aber dank Basilika, Forum und Theater deutlich urban geprägt war.
Der Vicus erstreckte sich entlang der Landstraße und nahm eine recht große Fläche von ca. 30 Hektar ein. Das Erscheinungsbild des Vicus wurde von den für Obergermanien typischen Streifenhäusern geprägt. Diese Gebäude waren in Fachwerkbauweise, ab dem 2. Jahrhundert auch aus Stein erbaut und zeichneten sich durch ihren schmalen Grundriss aus: Die stets zur Straße hin ausgerichtete Schmalseite war nur 6–12 Meter breit, während die Länge des Hauses bis zu 38 Meter betragen konnte. Neben Wohngebäuden, Geschäften und Werkstätten gab es im Vicus auch öffentliche Bauten wie mehrere Tempel und ein Badehaus. Die Wasserversorgung der Siedlung wurde wohl durch eine Druckleitung aus Tonröhren gewährleistet.
Die Einwohner des römerzeitlichen Vicus lebten vor allem von Handel und Handwerk. Wegen der reichen Tonvorkommen im Gebiet des heutigen Ziegelhausen wurde in Heidelberg Töpferei betrieben. Das zum Brennen benötigte Holz konnte im Odenwald gewonnen und über den Neckar herbeigeflößt werden, die verkehrsgünstige Lage erleichterte den Vertrieb. So entwickelte sich der Vicus von Heidelberg zu einem bedeutenden Töpferzentrum. Insgesamt sind 60 Töpferöfen nachgewiesen worden. Weitere Erwerbszweigen belegen die Werkzeuge von Schmieden, Schreinern, Gerbern, Malern, Maurern, Zimmermännern und Fleischern, die in Heidelberg gefunden worden sind. Von Handelsaktivitäten zeugt eine ungewöhnliche Waage, deren ursprünglich vergoldete Waagschalen mit Porträts des Kaisers Domitian (regierte 81–96) verziert waren.
Der Heidelberger Vicus ist größtenteils überbaut worden, sodass viel archäologische Substanz zerstört worden ist. Größere Flächengrabungen konnten nie stattfinden, einzig im Bereich der Ladenburger Straße 80–84 wurden vier Streifenhäuser ausgegraben.

### Neckarbrücke
Die römische Neckarbrücke querte den Fluss an der Stelle einer schon in vorgeschichtlicher Zeit begangenen Furt etwa auf der Höhe der heutigen Keplerstraße auf Neuenheimer Seite bzw. der Thibautstraße am Bergheimer Ufer. Die erste Brücke wurde spätestens um 80/90 errichtet. Vielleicht entstand sie aber auch schon zur Zeit Kaiser Neros (54–68), als die Römer Heidelberg noch nicht dauerhaft in ihr Reich eingegliedert hatten, aber schon strategische Vorposten rechts des Rheins eingerichtet hatten. Diese erste Konstruktion war eine hölzerne Pfahljochbrücke. Um das Jahr 200 wurde sie durch eine Steinpfeilerbrücke ersetzt.
Die Römerbrücke bestand aus einem hölzernen Oberbau, der auf sieben Steinpfeilern ruhte, und besaß eine Länge von 260 Metern. Die Fahrbahn dürfte ebenso wie die zur Brücke führende Fernstraße neun Meter breit gewesen sein und lag zehn Meter über dem mittleren Wasserstand. Die Pfeiler standen im Abstand von 34,50 Metern zueinander und hatten einen Grundriss von 15,80 Metern Länge und 7,20 Metern Breite. Die Buntsandsteinquader des Pfeilers waren auf Pfahlrosten gegründet, die aus Eichenpfählen mit eisernen Pfahlschuhen bestanden. Auf dem mittleren Pfeiler befand sich ein Neptun-Heiligtum mit einer kleinen Kapelle. Dessen Altar nennt den Namen des Baumeisters der Brücke, Valerius Paternus. Am Ufer flussabwärts der Brücke ist eine Kaimauer nachgewiesen, die auf einen Hafen hinweist. Am südlichen Brückenkopf befand sich eine Benefiziarierstation, welche die Legio VIII Augusta nach dem Abzug der Garnison aus dem Heidelberger Kastell um das Jahr 150 zum Schutz der Brücke eingerichtet hatte.
Der Altar des Neptun-Heiligtums wurde 1876 im Neckar gefunden. Ein Jahr später wurden erstmals die hölzernen Pfeilerfundamente, die bei Niedrigwasser aus dem Fluss ragten, untersucht. Das nördliche Widerlager der Brücke wurde 1894 angeschnitten. Im Zuge der Absenkung des Flussbetts im Jahr 1972 wurden insgesamt 43 Eichenpfähle der Pfeilergründungen geborgen.

### Religion

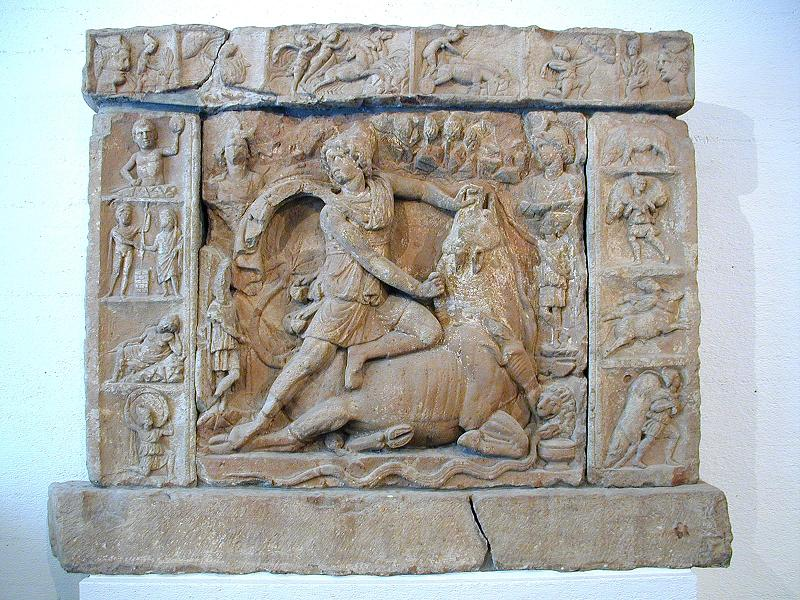
Relief mit Stiertötungsszene (Mithräum I, 2. Jhd.)

In Heidelberg sind zahlreiche Weihungen und religiöse Denkmäler aus der Römerzeit gefunden worden, die belegen, dass neben römischen Göttern wie Jupiter, Minerva, Neptun, Fortuna, Hercules oder Vulcanus auch orientalische Gottheiten wie Mithras sowie die keltisch-germanischen Götter Cimbrianus und Visucius verehrt wurden. Ein Zeugnis für die Vermischung der römischen Religion mit einheimischen Glaubensvorstellungen sind auch mehrere in Heidelberg gefundene Jupitergigantensäulen. Diese auf einer Säule stehenden Darstellungen des Jupiter, der einen Giganten niederreitet, waren typisch für die Nordwestprovinzen. Sie gehörten meist zu kleineren Heiligtümern oder standen an verkehrstechnisch wichtigen, belebten Plätzen.
Auf dem Gipfel des Heiligenbergs befand sich ein Kultbezirk mit mehreren Tempeln und einer Jupitergigantensäule. Eines der Kultgebäude wurde 1983 unter den Ruinen des mittelalterlichen Michaelsklosters ausgegraben. Wie die bei den Ausgrabungen entdeckten Votivgaben beweisen, wurde in diesem Gebäude der Gott Merkur verehrt. Seine Gleichsetzung mit Cimbrianus bzw. Visucius (sogenannte Interpretatio Romana) könnte auf eine Verbindung mit einem älteren keltischen Heiligtum an gleicher Stelle hinweisen. Auch das Michaelskloster steht in einer gewissen Kontinuität zu dem römischen Tempel, da der Erzengel Michael ebenso wie Merkur als Begleiter der Toten ins Jenseits gilt.
Ab dem 2. Jahrhundert verbreiteten sich in Heidelberg vor allem unter Kaufleuten und Soldaten verschiedene orientalische Mysterienkulte, allen voran der Mithraismus. In Heidelberg befanden sich zwei größere Mithras-Heiligtümer (Mithräen). In dem 1838 an der Neuenheimer Landstraße 80 entdeckten Mithräum I wurden mehrere Reliefbilder gefunden, welche verschiedene zentrale Motive der mithräischen Ikonografie darstellen. Abgebildet sind Mithras, der einen mythischen Stier tötet (Tauroktonie), Mithras mit dem Sonnengott Sol und ein reitender Mithras.

### Totenkult
Die Römer bestatteten ihre Toten stets außerhalb der Siedlungen. Daher befanden sich auch in Heidelberg die Friedhöfe entlang der Ausfallstraßen im Westen von Neuenheim und im Süden von Bergheim. Mit über 1400 Gräbern ist das Neuenheimer Gräberfeld, das sich auf einer Länge von 450 Metern beiderseits der Landstraße nach Lopodunum erstreckte, eines der größten im römischen Deutschland. Der Friedhof ist äußerst gut erhalten, da sein Gebiet lange landwirtschaftlich genutzt wurde und unter der schützenden Humusschicht unangetastet blieb. Als die Universität Heidelberg in den 1950er und 60er Jahren im Neuenheimer Feld einen neuen Campus baute, wurde das Gräberfeld durch systematische Flächengrabungen archäologisch erschlossen. Die Grabfunde datieren aus der Zeit zwischen dem späten 1. Jahrhundert und der Wende zum 3. Jahrhundert. Warum der Friedhof schon ein halbes Jahrhundert früher als der Vicus aufgegeben wurde, ist unklar. Brandbestattungen waren in Heidelberg wie in den meisten Provinzen des Reiches vorherrschend, doch kam ab dem Ende des 2. Jahrhunderts, wie wiederum in vielen Teilen des römischen Reiches, auch die Sitte der Körperbestattung verstärkt auf. Je nach den Vermögensverhältnissen des Verstorbenen wurden die Gräber durch einfache Holztafeln oder repräsentative Grabbauten aus Stein markiert. Ein besonders monumentales Beispiel ist ein ca. 25 Meter hohes, reich geschmücktes Pfeilergrabmal aus der Zeit um 200, das 1896 in Rohrbach entdeckt wurde. Es lag an einer weithin sichtbaren Stelle an der römischen Fernstraße südlich von Heidelberg und gehörte zum Friedhof einer nahegelegenen Villa rustica.

## Forschungsgeschichte
Zu den ersten Gelehrten, die sich mit der römischen Geschichte Heidelbergs beschäftigten, gehörte Philipp Melanchthon. Der Philologe und Reformator versuchte 1508, die römischen Inschriften, die in den Mauern der Klöster auf dem Heiligenberg eingelassen waren, zu entziffern. Der Historiker Marquard Freher berichtete 1613 in seinem Werk Origines Palatinae über Funde aus der Römerzeit. 1838 wurde das Mithräum von Neuenheim entdeckt. Der Philologe Friedrich Creuzer, der zu jener Zeit an der Universität Heidelberg wirkte, veröffentlichte eine Abhandlung über den Fund. Systematische archäologische Untersuchungen erfolgten in Heidelberg ab der Mitte des 19. Jahrhunderts unter Leitung von Karl Pfaff und wurden nach dem Ersten Weltkrieg von Ernst Wahle weitergeführt. Um die in Heidelberg ausgegrabenen Fundstücke auszustellen, kaufte die Stadt Heidelberg das Palais Morass auf, in dem 1908 das Kurpfälzische Museum untergebracht wurde. Nach dem Zweiten Weltkrieg widmete sich Berndmark Heukemes der Erforschung des römischen Heidelberg und konnte die antiken Hinterlassenschaften vor der Zerstörung durch den Bauboom der 1950er und 60er Jahre dokumentieren.
Anders als etwa in Mainz oder Trier (Augusta Treverorum) sind in der heutigen Stadt praktisch keine Reste des antiken Heidelbergs zu sehen. Die Einzelfunde der Grabungen sind größtenteils im Kurpfälzischen Museum der Stadt Heidelberg und im Badischen Landesmuseum in Karlsruhe ausgestellt.